# توني ماي
توني ماي (بالإنجليزية: Tony May)‏ هو لاعب كرة قدم أسترالية أسترالي، ولد في 7 مارس 1954.

## وصلات خارجية
- توني ماي على موقع AustralianFootball.com (الإنجليزية)
- توني ماي على موقع AFLtables.com (الإنجليزية)